# Climax!
Pour les articles homonymes, voir Climax.
Climax! est une série télévisée américaine anthologique en 166 téléfilms d'environ 48 minutes chacun, diffusée entre le 7 octobre 1954 et le 26 juin 1958 sur le réseau CBS. La série est présentée lors des premières saisons par William Lundigan et est par la suite co-présentée par Mary Costa. De nombreux films furent tournés et diffusés en direct.
Cette série est inédite dans tous les pays francophones.
Il s'agit d'une des premières séries diffusées en couleur à cette époque grâce aux caméras TK-40A créées par la Radio Corporation of America en 1952. Cependant, seuls les kinéscopes en noir et blanc ont été conservés.

## Réalisation
Chaque téléfilm (il ne s'agit pas d'un feuilleton ou d'épisode), après un bref générique, est introduit par la présentation d'un speaker qui prévient les spectateurs sur ce qu'ils vont regarder.
Parmi les réalisateurs notoires mis à contribution pour les téléfilms de l'émission peuvent être cités : John Frankenheimer, Ida Lupino, Arthur Hiller, Ralph Nelson, Buzz Kulik, David Swift, Jack Smight, Don Medford...

## Acteurs notables
(Par ordre alphabétique)
- Anna Maria Alberghetti
- Eddie Albert
- Don Ameche
- Florenz Ames
- Edward Arnold
- Mary Astor
- Anne Bancroft
- Ethel Barrymore
- Ralph Bellamy
- Joan Bennett
- Jack Benny
- Ward Bond
- Richard Boone
- Raymond Burr
- Rory Calhoun
- Art Carney
- Jack Carson
- John Cassavetes
- Lon Chaney Jr
- Claudette Colbert
- Wendell Corey
- Hume Cronyn
- Linda Darnell
- Jane Darwell
- Laraine Day
- Brandon de Wilde
- Paul Douglas
- Joanne Dru
- Geraldine Fitzgerald
- Nina Foch
- John Forsythe
- Anne Francis
- Betty Furness
- Eva Gabor
- Zsa Zsa Gabor
- Farley Granger
- Bonita Granville
- Coleen Gray
- Peter Graves
- Jean Hagen
- Charlton Heston
- Paul Henreid
- Celeste Holm
- Jeffrey Hunter
- Kim Hunter
- Tab Hunter
- Ruth Hussey
- Louis Jourdan
- Boris Karloff
- Jack Klugman
- Angela Lansbury
- Peter Lawford
- Cloris Leachman
- June Lockhart
- Peter Lorre
- Walter Matthau
- Raymond Massey
- Lee Marvin
- Mercedes McCambridge
- Dorothy McGuire
- Steve McQueen
- Vera Miles
- Sal Mineo
- Thomas Mitchell
- Robert Mitchum
- Elizabeth Montgomery
- Agnes Moorehead
- Rita Moreno
- Barry Nelson
- Edmond O'Brien
- Margaret O'Brien
- Pat O'Brien
- Maureen O'Sullivan
- Dick Powell
- Robert Preston
- Vincent Price
- Dale Robertson
- Edward G. Robinson
- Ann Rutherford
- Sylvia Sidney
- William Shatner
- Red Skelton
- Dean Stockwell
- Elaine Stritch
- Franchot Tone
- Claire Trevor
- Lana Turner
- Eli Wallach
- Ethel Waters
- John Wayne
- James Whitmore
- Shelley Winters
- Joanne Woodward
- Teresa Wright

## Épisodes notables
En 1954, l'épisode 3 de la première saison, intitulé Casino Royale, adapte pour la première fois à l'écran le personnage de Ian Fleming, l'agent des services secrets anglais James Bond. L'acteur qui incarne pour la première fois le célèbre espion de Sa Majesté est le Californien Barry Nelson. Pour l'occasion James Bond est rebaptisé « Jimmy Bond » et devient un agent américain de la CIA. L'ennemi qu'il affronte dans l'épisode, « Le Chiffre », est joué par l'acteur Peter Lorre. Cet épisode demeure la première adaptation des romans de Ian Fleming avant le rachat des droits de la série par la société Eon Productions en 1961.

## Épisodes

### Première saison (1954-1955)
1. The Long Goodbye
2. The Thirteenth Chair
3. Casino Royale
4. Sorry, Wrong Number
5. The Gioconda Smile
6. The After House
7. An Error in Chemistry
8. Epitaph for a Spy
9. The White Carnation
10. Nightmare in Copenhagen
11. The Bigger They Come
12. Escape from Fear (en)
13. The Mojave Kid
14. The Leaf Out of the Book
15. The Valiant Men
16. The Box of Chocolates
17. South of the Sun
18. The Great Impersonation
19. The Darkest Hour
20. The Champion
21. Private Worlds
22. Flight 951
23. The First and the Last
24. The Deliverance of Sister Cecilia
25. No Stone Unturned
26. A Farewell to Arms
27. The Unimportant Man
28. The Dark Fleece
29. To Wake at Midnight
30. The Dance
31. Wild Stallion
32. The Escape of Mendes-France
33. The Healer
34. Dr Jekyll and Mr. Hyde
35. One Night Stand
36. Edge of Terror
37. Fear Strikes Out
38. Deal a Blow

### Deuxième saison (1955-1956)
1. Adventures of Huckleberry Finn
2. Public Pigeon #1
3. Silent Decision
4. Night of Execution
5. Sailor on Horseback
6. Thin Air
7. House of Shadows
8. The Pink Cloud
9. Scheme to Defraud
10. A Promise to Murder
11. Portrait in Celluloid
12. A Man of Taste
13. The Passport
14. The Day They Gave the Babies Away avec Mary Treen
15. Bailout at 43,000 Feet
16. The Prowler
17. The Hanging Judge
18. The Secret of River Lane
19. Gamble on a Thief
20. The Fifth Wheel
21. Nightmare By Day
22. The Sound of Silence
23. The Louella Parsons Story
24. Pale Horse, Pale Rider
25. An Episode of Sparrows
26. Spin Into Darkness
27. The Lou Gehrig Story
28. Sit Down with Death
29. The Empty Room Blues
30. Flame-Out on T-6
31. The Shadow of Evil
32. Figures in Clay
33. Faceless Adversary
34. To Scream at Midnight
35. The Circular Staircase
36. A Trophy for Howard Davenport
37. Phone Call for Matthew Quade
38. Fear is the Hunter
39. Fury at Dawn
40. The Man Who Lost His Head
41. Child of the Wind
42. No Right to Kill
43. The 78th Floor
44. Throw Away the Cane
45. Dark Wall

### Troisième saison (1956-1957)
1. Bury Me Later
2. Burst of Violence
3. The Garsten Case
4. The Fog
5. Island in the City
6. Journey Into Fear
7. The Midas Touch
8. Night of the Heat Wave
9. Flight to Tomorrow
10. Night Shriek
11. The Chinese Game
12. The Secret Thread
13. Savage Portrait
14. Strange Hostage
15. Ten Minutes to Curfew
16. Carnival at Midnight
17. The Gold Dress
18. Circle of Destruction
19. The Trouble at Number 5
20. The Stalker
21. Stain of Honor
22. The Long Count
23. And Don't Ever Come Back
24. Night of a Rebel
25. Let It Be Me
26. Strange Sanctuary
27. Don't Touch Me
28. Mad Bomber
29. Avalanche at Devil's Pass
30. Strange Deaths at Burnleigh
31. Bait for the Tiger
32. The Hand of Evil
33. The Disappearance of Amanda Hale
34. Mr. Runyon of Broadway
35. The Man Who Stole the Bible
36. A Taste for Crime
37. The Trial of Captain Wirtz
38. False Witness
39. Payment for Judas
40. Walk a Tightrope
41. The High Jungle
42. The Giant Killer
43. Trail of Terror
44. Murder is a Witch
45. The Stranger Within
46. Deadly Climate
47. Trial By Fire
48. The Secret of the Red Room
49. Necessary Evil
50. Along Came a Spider

### Quatrième saison (1957-1958)
1. Jacob and the Angels
2. Mask for the Devil
3. The Largest City in Captivity
4. Tunnel of Fear
5. Keep Me in Mind
6. Two Tests on Tuesday
7. A Matter of Life and Death
8. Murder Has a Deadline
9. The Devil's Brood
10. Hurricane Diane
11. To Walk the Night
12. Shadow of a Memory
13. Scream in Silence
14. Thieves of Tokyo
15. Sound of the Moon
16. Burst of Fire
17. Four Hours in White
18. The Secret Love of Johnny Spain
19. Albert Anastasia, His Life and Death
20. The Thief with the Big Blue Eyes
21. So Deadly My Love
22. The Great World and Timothy Colt
23. On the Take
24. The Volcano Seat
25. Shooting for the Moon
26. The Deadly Tattoo
27. The Big Success
28. The Disappearance of Daphne
29. Time of the Hanging
30. The Push-Button Giant
31. Spider Web
32. House of Doubt
33. Cabin B-13